# Serie del Imperio Galáctico
La Serie del Imperio Galáctico está compuesta de tres novelas (conocidas como la Trilogía del Imperio Galáctico) y un cuento. Las cuatro obras se sitúan en el Universo de la Fundación, de Isaac Asimov.

## Historia
La serie describe el desarrollo del Imperio Galáctico, y se ubica en el orden cronológico de la saga entre la Serie de los robots y la Serie de la Fundación.

## Obras de la serie
Esta formada por tres novelas y un cuento:
1. En la arena estelar, o Rebelión en la galaxia (The Stars, Like Dust) (1951).
2. Las corrientes del espacio (The Currents of Space) (1952).
3. Un guijarro en el cielo (Pebble in the Sky) (1950).
4. «Callejón sin salida» («Blind Alley») (1945),[3] cuento.

## Argumento
1. En la arena estelar: El último de los 1099 planetas colonizados, Tyrann, inicia la colonización de los sistemas de la Nebulosa Cabeza de Caballo. Son los primeros balbuceos para la formación del Imperio Galáctico.
2. Las corrientes del espacio: La expansión de la Confederación de Trántor, con solo cinco siglos de existencia, abarca ya la mitad de la Galaxia con un millón de planetas habitados.
3. Un guijarro en el cielo: La historia transcurre en la Tierra, más de diez mil años después del comienzo de la colonización humana de la Galaxia, cuando ya se ha olvidado cuál fue el planeta que la inició. Un sastre, Joseph Schwartz, viaja accidentalmente en el tiempo desde el siglo XX a los tiempos del Imperio Galáctico.
4. «Callejón sin salida»: La historia está ambientada en los comienzos del Imperio Galáctico y trata del descubrimiento e investigación de la única raza inteligente alienígena encontrada en la Galaxia, la cual, con ayuda de un funcionario de la burocracia imperial, huye a las Nubes de Magallanes, escapando del control humano.